# Sângeorgiu de Mureș
Sângeorgiu de Mures là một xã thuộc hạt Mureș, România. Dân số thời điểm năm 2002 là 7899 người.